# Југославија на избору за Песму Евровизије 1970.
Југославија је учествовала а на Песми Евровизије 1970, одржаном у Амстердаму, Холандија.

### Југовизија 1970.
Југословенско национално финале одржано је 14. фебруара у Студију ТВ Београд у Београду. Домаћин је био Мића Орловић. У финалу је било 15 песама са пет поднационалних јавних емитера; РТВ Љубљана, РТВ Загреб, РТВ Београд, РТВ Сарајево и РТВ Скопље . Победник је изабран гласовима мешовитог жирија од стручњака и грађана, по једног жирија из поднационалних јавних емитера ЈРТ -а и три нестручњака – грађана. Победничка песма је „ Приди, дала ти бом цвет “ у извођењу словеначке певачице Еве Сршен, коју је написао Душан Велкаверх, а компоновао Мојмир Сепе.
| ТВ станица   | Извођач            | Песма                       | Бодова | Место |
| ------------ | ------------------ | --------------------------- | ------ | ----- |
| РТВ Београд  | Боба Стефановић    | "Нада и бол"                | 0      | 10    |
| РТВ Београд  | Бисера Велетанлић  | "Ти ниси као ја"            | 1      | 9     |
| РТВ Београд  | Радојка Шверко     | "Ти си уклета лађа"         | 8      | 4     |
| РТВ Љубљана  | Беле Вране         | "Хвала ти"                  | 10     | 3     |
| РТВ Љубљана  | Ева Сршен          | " Приди, дала ти бом цвет " | 26     | 1     |
| РТВ Љубљана  | Марјана Держај     | "Среча је спати на својем"  | 0      | 10    |
| РТВ Сарајево | Неџад Салковић     | "Чуј ме"                    | 3      | 6     |
| РТВ Сарајево | Мишо Ковач         | "Иди, само иди"             | 3      | 6     |
| РТВ Сарајево | Хамдија Чустовић   | "Помирење"                  | 0      | 10    |
| РТВ Скопје   | Крунослав Слабинац | "Анђела, чекај ме"          | 5      | 5     |
| РТВ Скопје   | Зоран Милосављевић | "Те барам сега, љубена"     | 0      | 10    |
| РТВ Скопје   | Зафир Хаџиманов    | "Ти, ти, ти"                | 0      | 10    |
| РТВ Загреб   | Љупка Димитровска  | "Ћао ћао"                   | 3      | 6     |
| РТВ Загреб   | Јосипа Лисац       | "Још те чекам"              | 22     | 2     |
| РТВ Загреб   | Инге Ромац         | "Љубав је липа ствар"       | 0      | 10    |

## На Евровизији
Ева Сршен је на крају гласања песма је добила 4 бода, заузевши 13. место у пољу од 16 такмичарских земаља.